# Twelve Deadly Cyns World Tour
Gira mundial de Cyndi Lauper, de 1994 al 1995, para promocionar su Álbum de grandes éxitos Twelve Deadly Cyns.. and Then Some y su DVD igualmente llamado.
Con esta gira visitó Brasil, Paraguay, Chile, Argentina, Francia, Alemania, Reino Unido, Hong Kong, Japón, Holanda y Estados Unidos.

## Listado de canciones
1. That's What I Think
2. I Drove All Night
3. All Through the Night
4. What's Going On?/Iko Iko
5. Dear John
6. Feels Like Christmas
7. Come On Home
8. Sally's Pigeons
9. Simply Not Easy (With Catherine Russel)
10. Broken Glass
11. True Colors
12. She Bop
13. Money Changes Everything
14. Hey Now (Girls Just Want To Have Fun)
15. Kindred Spirit/Time After Time
16. I'm Gonna Be Strong
17. Change Of Heart

- Datos: Q2919496